# آرتور اوهارا وود
 آرتور اوهارا وود (انگلیسی: Arthur O'Hara Wood؛ زاده ۱۸۹۰ درگذشته ۶ اکتبر ۱۹۱۸) یک تنیس‌باز اهل استرالیا بود. 